# Jacopo Riguccio Galluzzi

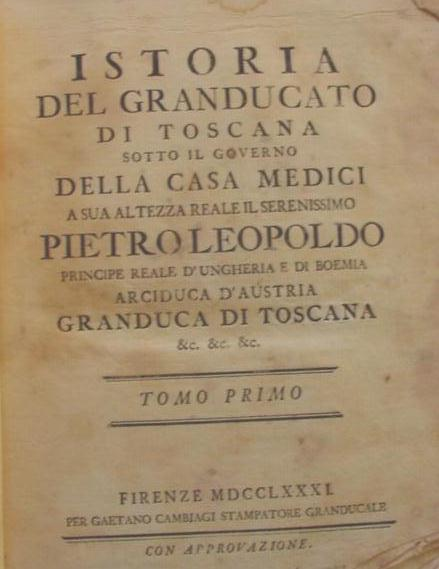
R. J. GALLUZZI, Istoria del granducato di Toscana sotto il governo della Casa Medici, frontespizio della prima edizione

Jacopo Riguccio Galluzzi o Galluzzo (Volterra, 25 aprile 1739 – Firenze, 24 settembre 1801) è stato uno storico italiano.

## Biografia
Nativo di Volterra, della nobile famiglia Galluzzo o Galluzzi, terminò i primi studi nel seminario di Volterra, fu studente dell'Università di Pisa dove si laureò in diritto (In utroque iure)  nel 1762.
Nel 1768 ottenne la cattedra di filosofia morale nello Studio fiorentino con l'obbligo di leggere nell'Accademia dei Nobili. 
Nel 1768 Jacopo Riguccio Galluzzo, Carlo Bonsi e Ferdinando Fossi ricevettero l'incarico di riordinare l'archivio della Segreteria vecchia, ovvero l'archivio personale della famiglia dei Medici, consistente in più di seimilacinquecentosettanta faldoni conservati in nove stanze dove impiegarono due anni per la sola sistemazione del materiale e altri cinque anni per la lettura e la catalogazione di tutti i documenti contenuti.
Nel 1781, mentre era revisore delle stampe, ossia lettore per giudicare le opere che abbiano diritto all'imprimatur, dette alle stampe l'Istoria del Granducato di Toscana sotto il governo della casa Medici, che fu anche la sua opera più importante.
Si avvicinò alle idee illuministe, e divenne chiaramente sostenitore di idee liberali, ragion per cui fu allontanato da Firenze e mandato a dirigere la stazione delle poste Granducali a Roma.
Rientrò con l'arrivo dei Francesi a Firenze nel 1799, ottenendo il Ministero delle Finanze; da qui fuggì con l'arrivo dei Viva Maria e si stabilì a Parigi sino alla proclamazione del Regno di Etruria. Tornato a Firenze nel 1801 morì poco dopo il suo rientro.

## Opere
- Istoria del granducato di Toscana sotto il governo della casa Medici, su books.google.com.